# Симеон Солунський
Симеон Солунський (кінець XIV ст. — 15 вересня 1429) — архієпископ Солунський (Фессалоникійський), святий православної церкви в лику святителів.

## Життя
Народився в Константинополі. Прийняв чернецтво з ім'ям Симеон. Вів монаше життя в малій келії, можливо, в монастирі близьких йому святих Калліста та Ігнатія Ксанфопулів. Був прихильником ісихазму, богослов'я Григорія Палами. Надалі був висвячений на ієромонаха. Як повідомляють історики, відвідував патріарший двір.
- Травень 1416 — квітень 1417 року — висвячений на архієпископа Солунського. На новому місці Симеон підірвав своє здоров'я, але, за його словами, завдяки молитві до великомученика Димитрія Солунського, покровителю кафедрального міста, зміг зміцнитися.
- Червень 1422 р. — відвідування Константинополя, на зворотному шляху — святої гори Афон.
- Вересень 1429 р. — помирає.

Був у сані архієпископа 13 років, до своєї смерті в 1429 році. Під час його архипастирства місто було вірне Православній церкві, відчуваючи спокусу увійти в повне канонічне підпорядкування католикам заради отримання захисту від турків. Завдяки зусиллям святителя Солунь, осаджена султаном Мурадом II, не здалася туркам. Однак після кончини святителя місто було взято (1430 рік).

## Шанування
За свої чесноти, справедливість і турботу про знедолених шанували святителя вже за його життя, а після смерті його оплакували і католики-венеційці з євреями.
- 1981 р. — святитель був канонізований Священним Синодом Вселенського патріархату.

## Праці
Святитель Симеон залишив безліч творів на найрізноманітніші теми, головним чином, літургійні. Також святитель писав на пастирські, канонічні, догматичні, апологетичні, моральні, історичні та політичні теми. Був пристрасним апологетом Православ'я, що відбилося в таких його словах: «Істинне благо для людей — бути православними, а якщо не бути, то краще вмерти». Написав низку полемічних творів, спрямованих переважно проти католиків.
Симеон Солунський визнаний найбільшим візантійським літургистом. Він дав докладне вияснення всіх богослужбових чинопослідувань. Як екзегет богослужіння, Симеон дотримувався переважно містичного тлумачення, наслідуючи, головним чином, Діонісія Ареопагита. Алегоричне тлумачення служб було сприйнято російськими богословами XIX сторіччя (архієпископом Веніаміном та іншими), проте згодом про його правомірність виникли суперечки.
Його головні праці:
- Діалог проти єресей,
- Про єдино істинність нашої християнської віри,
- Про священні обряди і таїнства церкви.

Грецька назва цієї праці: «Δίάλογος κατά πασών τών αιρέσεν καί περί της μόνης πίστεως, τών ιερών τελετών τε καί μυστηρίων πάντων τής έκκλησίας». Скорочена латинська назва «De fide, ritibus et mysteriis ecclesiasticis».
- «Έρμηνεία περί τε τοϋ δείου ναοϋ και τών έν αύτω ίερών τε περί καί διακονων, αρχιερέων»;
- «Περί ϊερωσύνης»;
- «Ερμηνεια συνοπτική είς το Συμβολον» (належить до догматичної частини).

Вперше його праці опубліковані патріархом Єрусалимським Досифеєм в Яссах у 1683 році, переведені на новогрецьку в 1791 році, на російську в 1856-1857 роках, включені в Patrologia Graeca (155), Париж, 1866. У 1940 році Давид Бальфур відкрив рукопис з 20 невиданими творіннями Симеона, опублікованих у 1979 і 1981 роках.